# Sima Qian
Pour les articles homonymes, voir Sima.
Œuvres principales
Mémoires historiques
Sima Qian (chinois traditionnel : 司馬遷, simplifié : 司马迁, pinyin : Sīmǎ Qiān, EFEO Sseu-ma Ts’ien, transcription de Chavannes Se Ma T'sien) (145 av. J.-C.-86 av. J.-C.) est un historien chinois, le premier à avoir tenté de décrire l'histoire de la Chine depuis sa création. Tous les historiens impériaux chinois se sont par la suite inspirés de son œuvre, le Shiji (史記 / 史记, Shǐjì).

## Biographie
Il vécut sous le règne de l'empereur Wudi (141 av. J.-C.-87 av. J.-C.) de la dynastie Han, et son père, Sima Tan (司馬談 / 司马谈, Sīmǎ Tán) était annaliste de la cour, charge à mi-chemin entre celle d'un astrologue et celle d'un annaliste, qui consistait à noter autant les phénomènes célestes et leur influence que les événements humains. La famille de Sima Qian s'installa à Maoling, dans les environs de la capitale Chang'an.
Sima Qian était très précoce et lisait les livres anciens dès l'âge de dix ans. À vingt ans, il compléta son éducation en voyageant dans diverses provinces telles que celles du Jiangsu, du Anhui, du Zhejiang, du Hunan et du Henan. Plus tard, il travailla pour le gouvernement en effectuant notamment une mission d'inspection dans la région de l'actuelle ville de Kunming (province de Yunnan), nouvellement conquise par les forces impériales. Ses fonctions lui permirent aussi d'effectuer plusieurs voyages aux quatre coins de l'Empire, à l'exception de quelques zones considérées barbares à l'époque, comme les provinces de Fujian et de Guangdong.
En 107 av. J.-C., après un deuil de trois ans, Sima Qian succéda au poste d'annaliste de son défunt père, ce qui lui donna accès aux archives royales. Il put ainsi continuer l'œuvre ambitieuse entreprise auparavant par son père, c'est-à-dire un livre racontant toute l'histoire de la Chine.
Sima Qian commença à écrire en 104 av. J.-C. Cependant, en 99 av. J.-C., après avoir provoqué la colère de l'empereur Wudi en plaidant pour Li Ling, un officier accusé de trahison, il fut condamné à être castré ou exécuté. À cette époque, être castré signifiait l'infamie et beaucoup de Chinois auraient préféré mourir plutôt que de vivre pareil déshonneur. Sima Qian choisit cependant de rester en vie pour achever son œuvre et tenir ainsi la promesse faite à son père. Il acheva en 91 av. J.-C. ses Mémoires historiques. Après que Sima Qian eut été amnistié en 96 av. J.-C., l'empereur le prit comme secrétaire privé, poste réservé aux eunuques.
Son œuvre principale est le Shiji (史記 / 史记, Shǐjì) ou Mémoires historiques, qui comporte de nombreuses biographies, dont celle de Confucius, et qui remonte jusqu'aux temps légendaires des Sanhuangwudi, que Sima Qian semble considérer comme véridiques.